# Donji Prisjan
Donji Prisjan (cyr. Доњи Присјан) – wieś w Serbii, w okręgu jablanickim, w gminie Vlasotince. W 2011 roku liczyła 206 mieszkańców.